# Dinagapostemon costaricensis
Dinagapostemon costaricensis is een vliesvleugelig insect uit de familie Halictidae. De wetenschappelijke naam van de soort is voor het eerst geldig gepubliceerd in 1987 door Roberts & Brooks.